# Will Knightley
Pour les articles homonymes, voir Knightley.
Will Knightley, né le 23 avril 1946 à Londres en Angleterre, est un acteur britannique.

## Biographie
Il est marié depuis 1976 avec Sharman Macdonald, une dramaturge écossaise. Ils ont deux enfants dont la comédienne Keira Knightley.
Il a joué le rôle de Alan Dunn dans le téléfilm Les Années Tony Blair (The Project) en 2002.
En 2009, Will Knightley a tenu le rôle de John dans la pièce Calendar Girls (2008), adaptée par Tim Firth du film du même nom réalisé par Nigel Cole et sorti en 2003.

## Filmographie

### Cinéma
- 1969 : Wolfshead: The Legend of Robin Hood de John Hough : Secrétaire d'Abbot
- 1975 : Dinosaur

### Courts-métrages
- 1973 : Skinflicker

### Télévision

#### Séries télévisées
- 1969 : ITV Playhouse : Bell
- 1970 : Conceptions of Murder : Young man
- 1971 : Jason King : Waiter
- 1972 : Omnibus : Brian
- 1972 : Six Days of Justice : P.C. Borrell
- 1974-1976 : Centre Play : John / Burgess
- 1975 : 2nd House
- 1977 : Play for Today : Fred
- 1978 : Scorpion Tales : Randwell
- 1978 : Will Shakespeare : Soldat
- 1980-1982 : BBC2 Playhouse : Harry / John
- 1982 : The Hound of the Baskervilles : Doctor Mortimer
- 1985 : Oscar : Jeweller's Assistant
- 1987-1997 : The Bill : John Church / Robin Branston / Mr. Allen
- 1990 : Screen Two : Bartram
- 1992 : Goodbye Cruel World : Cheevers
- 1993 : Harry : Jeremy Marcus
- 1994 : Casualty : Nigel
- 1995 : Cracker : Pathologist
- 1996 : Inspecteur Frost : Barry Hockey
- 1996 : No Bananas : Chaplain
- 1997 : Médecins de l'ordinaire : Dan Jakes
- 2001 : Kavanagh QC : Mr. Gristone
- 2001 : Without Motive : Donal
- 2002 : Meurtres à l'anglaise : Troughton
- 2003 : Foyle's War : Arthur Browne
- 2003-2011 : Inspecteur Barnaby : Max Fuller / Andrew Turner
- 2004 : Heartbeat : Mr. Manley
- 2004 : Rosemary & Thyme : Jeremy Pearson
- 2004 : The Brief : Gerry Graham
- 2008 : City of Vice : Lord Oliphant
- 2014 : EastEnders : Henry Summerhayes

#### Téléfilms
- 1986 : The Madness Museum
- 1997 : The Mill on the Floss : Mr. Glegg
- 2002 : Les Années Tony Blair de Peter Kosminsky : Alan Dunn
- 2009 : A Short Stay in Switzerland de Simon Curtis : Jack